# Barrage de Barro Blanco
Ne doit pas être confondu avec Barros Blancos.
 (avril 2017).
Le barrage de Barro Blanco est un barrage hydroélectrique en construction au Panama sur la rivière Tabasará. 

## Histoire
La construction a démarré en 2010.
Malgré sa construction presque réalisée, le chantier est à l'arrêt en 2015 à la suite de son occupation par les indiens Ngöbe-Buglé. En mai 2016, la construction est terminée et la phase de test commence.

## Financement
Le projet est financé par la Deutsche Investitions- und Entwicklungsgesellschaft (DEG), la Société néerlandaise de financement du développement (FMO) et le Système d'intégration centraméricain pour un coût total de 78,3 millions de dollars. La maitrise d'ouvrage est assurée par Generadora del Istmo. 

## Controverse
Le projet est controversé, car il devrait inonder des terrains situés en zone tribale et mettre en danger la forêt tropicale et plusieurs espèces, dont le Craugastor tabasarae. Il met en conflit le gouvernement du Panama et les populations autochtones Ngöbe-Buglé. À la suite de ce conflit, il a été convenu, que des inspecteurs de l'ONU visitent la construction du barrage.